# 中野島 (川崎市)
中野島（なかのしま）は、神奈川県川崎市多摩区の地名である。現行行政地名は中野島1丁目から中野島6丁目と大字中野島。住居表示は中野島1丁目から6丁目が実施済み区域、大字中野島は未実施区域。郵便番号は214-0012（集配局 : 登戸郵便局）。

## 地理
登戸と稲田堤に挟まれた住宅地。多摩川に沿い、カリタス学園など存在する。かつてはキトー本社工場があったが、1983年山梨県に移転した。キトー本社工場跡地には再開発の一環として住友商事の手により分譲マンション「新多摩川ハイム」と商業施設サミットが建設された。また、この再開発と同時期に、中野島駅舎及び駅前交番も改築された。俳優・中本賢の活動『多摩川自然遊びガサガサ』でも知られる。2006年3月20日近隣のマンション15階から小学生が突き落とされる事件が起きた。広域地名としては中野島1丁目～6丁目。布田。生田1丁目・2丁目も含まれる。

### 警察
町内の警察の管轄区域は以下の通りである。
| 大字・町丁  | 番・番地等 | 警察署     | 交番・駐在所 |
| ----------- | ---------- | ---------- | ------------ |
| 中野島      | 全域       | 多摩警察署 | 中野島交番   |
| 中野島1丁目 | 全域       | 多摩警察署 | 中野島交番   |
| 中野島2丁目 | 全域       | 多摩警察署 | 中野島交番   |
| 中野島3丁目 | 全域       | 多摩警察署 | 中野島交番   |
| 中野島4丁目 | 全域       | 多摩警察署 | 中野島交番   |
| 中野島5丁目 | 全域       | 多摩警察署 | 中野島交番   |
| 中野島6丁目 | 全域       | 多摩警察署 | 中野島交番   |

### 地価
住宅地の地価は、2024年（令和6年）7月1日の公示地価によれば、中野島5-7-18の地点で29万3000円/m²となっている。

## 歴史

### 沿革
- 1938年（昭和13年）10月1日 - 橘樹郡稲田町が川崎市に編入。川崎市中野島となる。
- 1972年（昭和47年）4月1日 - 川崎市が政令指定都市に指定され、多摩区が設立。川崎市多摩区中野島となる。
- 1991年（平成3年）11月25日 - 住居表示の実施に伴い、中野島の一部を分離し、中野島1丁目から中野島6丁目を新設、登戸の一部を中野島2・3丁目、和泉の一部を中野島5丁目に編入[5][9]。

### 地名の由来
地名の由来はもともと多摩川の中州にあったため。もともと多摩川の川中にある島のような地形から、武蔵国多摩郡の中島新田と名付けられ、その後多摩郡中野島村、橘樹郡中野島村から稲田村→稲田町大字中野島を経て1938年に川崎市に編入された。

## 世帯数と人口
2025年（令和7年）6月30日現在（川崎市発表）の世帯数と人口は以下の通りである。
| 大字・丁目  | 世帯数     | 人口     |
| ----------- | ---------- | -------- |
| 中野島      | 40世帯     | 89人     |
| 中野島1丁目 | 1,000世帯  | 1,929人  |
| 中野島2丁目 | 834世帯    | 1,676人  |
| 中野島3丁目 | 2,156世帯  | 4,051人  |
| 中野島4丁目 | 1,704世帯  | 3,488人  |
| 中野島5丁目 | 2,644世帯  | 4,711人  |
| 中野島6丁目 | 2,925世帯  | 5,059人  |
| 計          | 11,303世帯 | 21,003人 |

### 人口の変遷
国勢調査による人口の推移。
| 年                 | 人口   |
| ------------------ | ------ |
| 1995年（平成7年）  | 17,724 |
| 2000年（平成12年） | 19,536 |
| 2005年（平成17年） | 20,163 |
| 2010年（平成22年） | 20,866 |
| 2015年（平成27年） | 20,472 |
| 2020年（令和2年）  | 21,004 |

### 世帯数の変遷
国勢調査による世帯数の推移。
| 年                 | 世帯数 |
| ------------------ | ------ |
| 1995年（平成7年）  | 7,179  |
| 2000年（平成12年） | 8,014  |
| 2005年（平成17年） | 8,595  |
| 2010年（平成22年） | 9,383  |
| 2015年（平成27年） | 9,531  |
| 2020年（令和2年）  | 10,304 |

## 学区
市立小・中学校に通う場合、学区は以下の通りとなる（2022年3月時点）。
| 大字・丁目  | 番・番地等 | 小学校               | 中学校               |
| ----------- | ---------- | -------------------- | -------------------- |
| 中野島      | 全域       | 川崎市立中野島小学校 | 川崎市立中野島中学校 |
| 中野島1丁目 | 全域       | 川崎市立中野島小学校 | 川崎市立中野島中学校 |
| 中野島2丁目 | 全域       | 川崎市立中野島小学校 | 川崎市立中野島中学校 |
| 中野島3丁目 | 全域       | 川崎市立中野島小学校 | 川崎市立中野島中学校 |
| 中野島4丁目 | 全域       | 川崎市立中野島小学校 | 川崎市立中野島中学校 |
| 中野島5丁目 | 全域       | 川崎市立中野島小学校 | 川崎市立中野島中学校 |
| 中野島6丁目 | 全域       | 川崎市立下布田小学校 | 川崎市立中野島中学校 |

## 産業

### 事業所
2021年（令和3年）現在の経済センサス調査による事業所数と従業員数は以下の通りである。
| 大字・丁目  | 事業所数  | 従業員数 |
| ----------- | --------- | -------- |
| 中野島      | 10事業所  | 254人    |
| 中野島1丁目 | 35事業所  | 419人    |
| 中野島2丁目 | 22事業所  | 152人    |
| 中野島3丁目 | 96事業所  | 1,025人  |
| 中野島4丁目 | 67事業所  | 639人    |
| 中野島5丁目 | 22事業所  | 110人    |
| 中野島6丁目 | 125事業所 | 861人    |
| 計          | 377事業所 | 3,460人  |

### 事業者数の変遷
経済センサスによる事業所数の推移。
| 年                 | 事業者数 |
| ------------------ | -------- |
| 2016年（平成28年） | 379      |
| 2021年（令和3年）  | 377      |

### 従業員数の変遷
経済センサスによる従業員数の推移。
| 年                 | 従業員数 |
| ------------------ | -------- |
| 2016年（平成28年） | 3,693    |
| 2021年（令和3年）  | 3,460    |

## 交通
- 鉄道
  - JR東日本

南武線 ： 中野島駅

## 教育機関

### 中高一貫校
私立
- カリタス女子中学校・高等学校

### 中学校
市立
- 川崎市立中野島中学校

### 小学校
市立
- 川崎市立中野島小学校
- 川崎市立下布田小学校

私立
- カリタス小学校

### 幼稚園・保育園
私立
- カリタス幼稚園
- 中野島幼稚園
- ウィズブック保育園
- なかのしまのぞみ保育園
- 中野島のはら保育園
- 中野島フレンズ保育園
- ハグミー・ナーサリー

## 出来事
- 男児投げ落とし事件（2006年3月20日） - 5丁目の高層住宅から小学校3年生の男児が投げ落とされ殺害された事件。
- 川崎市登戸通り魔事件（2019年5月28日） - 登戸新町のカリタス小学校スクールバス乗り場で発生。